# Blaine Higgs
Blaine Higgs, né le 1er mars 1954 à Woodstock (Nouveau-Brunswick), est un ingénieur et homme politique canadien.
De 2010 à 2024, il représente la circonscription de Quispamsis à l'Assemblée législative du Nouveau-Brunswick. Il est premier ministre du Nouveau-Brunswick du 9 novembre 2018 au 2 novembre 2024.

## Biographie
Higgs a obtenu son baccalauréat en génie mécanique de l'Université du Nouveau-Brunswick de Fredericton. Il a également suivi une formation pour cadre de direction à l'Université Queen's ainsi que des cours sur les finances et le leadership. Il a passé 33 ans comme cadre au sein des différents services d'Irving Oil. Higgs a pris sa retraite d'Irving Oil en 2010.
Membre de l'Église baptiste unie de Kennebecasis, il est marié à son épouse Marcia depuis 1978. Le couple a quatre filles.
Blaine Higgs a été membre du défunt parti anti-bilinguisme CoR, dont il a brigué sans succès la chefferie en 1989.
Il est assermenté le 12 octobre 2010 au poste de ministre des Ressources humaines et de ministre des Finances dans le gouvernement David Alward. Le 22 octobre 2016, il devient chef du Parti progressiste-conservateur du Nouveau-Brunswick.
Lors des élections générales du 24 septembre 2018, les conservateurs obtiennent 22 sièges au Parlement de la province. Le 2 novembre suivant, ils font adopter avec le soutien de l'Alliance des gens du Nouveau-Brunswick une motion de censure contre le gouvernement libéral de Brian Gallant. Le 9 novembre, Blaine Higgs succède à ce dernier comme premier ministre, avec un gouvernement minoritaire.
Blaine Higgs milite pour l'intégration des marchés du bois et des minerais dans l'est canadien et le nord-ouest des États-Unis, ainsi que pour la construction d'un oléoduc traversant le Canada depuis la province de l'Alberta jusqu’à la raffinerie Irving, détenue par son ancien employeur. Selon le philosophe Alain Deneault : « Il illustre un problème récurrent dans les provinces maritimes canadiennes : les élus y agissent souvent en lobbyistes, en négligeant leur rôle de représentants du peuple. »
Le 17 août 2020, il déclenche des élections générales provinciales à la suite d'un désaccord avec les autres partis représentés à l'Assemblée législative. Cette élection est la première à avoir lieu au Canada depuis le début de la pandémie de Covid-19. Le 14 septembre 2020, le Parti progressiste-conservateur du Nouveau-Brunswick remporte la majorité des sièges, permettant à Blaine Higgs de diriger un gouvernement majoritaire.